# Мітч Річмонд
Мітчелл Джеймс Річмонд (англ. Mitchell James Richmond, нар. 30 червня 1965, Дірфілд-Біч, Флорида, США) — американський професіональний баскетболіст, що грав на позиції атакувального захисника за декілька команд НБА, зокрема за «Сакраменто Кінґс», яка навіки закріпила за ним ігровий №2. Гравець національної збірної США, чемпіон НБА, Олімпійський чемпіон 1996 року. Згодом — баскетбольний тренер. З 2015 по 2019 рік працював асистентом головного тренера команди «Сент-Джонс Ред Сторм».
2014 року введений до Баскетбольної Зали слави (як гравець).

## Ігрова кар'єра
На університетському рівні грав за команду Канзас-Стейт (1986–1988). За два роки в команді набрав 1,327 очок, що є рекордом NCAA за такий проміжок часу. На другому курсі допоміг команді дійти до чверть-фіналу «Березневого божевілля», де «Канзас-Стейт» поступився майбутньому чемпіону «Канзасу».
1988 року був обраний у першому раунді драфту НБА під загальним 5-м номером командою «Голден-Стейт Ворріорс». Захищав кольори команди з Окленда протягом наступних 3 сезонів. У своєму дебютному сезоні набирав 22 очки за гру, що дозволило йому стати Новачком року в НБА. Під керівництвом тренера Дона Нельсона разом з Крісом Малліном та Тімом Гардевеєм сформував тріо, яке називали Run TMC (перші літери їхніх імен), на зразок гурту Run–D.M.C.. 
З 1991 по 1998 рік грав у складі «Сакраменто Кінґс» куди разом з Лесом Джепсеном перейшов в обмін на Біллі Оуенса. Протягом всього перебування в Сакраменто не набирав менше, ніж 21,9 очок за сезон. Також з 1993 по 1998 рік взяв участь у шести матчах всіх зірок НБА. 
1998 року разом з Отісом Торпом перейшов до «Вашингтон Візардс» в обмін на Кріса Веббера. У складі «Візардс» провів наступні 3 сезони своєї кар'єри.
Останньою ж командою в кар'єрі гравця стала «Лос-Анджелес Лейкерс», до складу якої він приєднався 2001 року і за яку відіграв один сезон. Саме в своєму останньому сезоні в кар'єрі йому вдалось завоювати титул чемпіона НБА.

## Статистика виступів в НБА
| † | Позначає сезон, в якому Мітч Річмонд ставав чемпіоном НБА |

### Регулярний сезон
| Сезон              | Команда                 | GP  | GS  | MPG  | FG%  | 3P%  | FT%  | RPG | APG | SPG | BPG | PPG  |
| ------------------ | ----------------------- | --- | --- | ---- | ---- | ---- | ---- | --- | --- | --- | --- | ---- |
| 1988–1989          | «Голден-Стейт Ворріорс» | 79  | 79  | 34.4 | .468 | .367 | .810 | 5.9 | 4.2 | 1.0 | 0.2 | 22.0 |
| 1989–1990          | «Голден-Стейт Ворріорс» | 78  | 78  | 35.9 | .497 | .358 | .866 | 4.6 | 2.9 | 1.3 | 0.3 | 22.1 |
| 1990–1991          | «Голден-Стейт Ворріорс» | 77  | 77  | 39.3 | .494 | .348 | .847 | 5.9 | 3.1 | 1.6 | 0.4 | 23.9 |
| 1991–1992          | «Сакраменто Кінґс»      | 80  | 80  | 38.7 | .468 | .384 | .813 | 4.0 | 5.1 | 1.2 | 0.4 | 22.5 |
| 1992–1993          | «Сакраменто Кінґс»      | 45  | 45  | 38.4 | .474 | .369 | .845 | 3.4 | 4.9 | 1.2 | 0.2 | 21.9 |
| 1993–1994          | «Сакраменто Кінґс»      | 78  | 78  | 37.1 | .445 | .407 | .834 | 3.7 | 4.0 | 1.3 | 0.2 | 23.4 |
| 1994–1995          | «Сакраменто Кінґс»      | 82  | 82  | 38.7 | .446 | .368 | .843 | 4.4 | 3.8 | 1.1 | 0.4 | 22.8 |
| 1995–1996          | «Сакраменто Кінґс»      | 81  | 81  | 36.4 | .447 | .437 | .866 | 3.3 | 3.1 | 1.5 | 0.2 | 23.1 |
| 1996–1997          | «Сакраменто Кінґс»      | 81  | 81  | 38.6 | .454 | .428 | .861 | 3.9 | 4.2 | 1.5 | 0.3 | 25.9 |
| 1997–1998          | «Сакраменто Кінґс»      | 70  | 70  | 36.7 | .445 | .389 | .864 | 3.3 | 4.0 | 1.3 | 0.2 | 23.2 |
| 1998–1999          | «Вашингтон Візардс»     | 50  | 50  | 38.2 | .412 | .317 | .857 | 3.4 | 2.4 | 1.3 | 0.2 | 19.7 |
| 1999–2000          | «Вашингтон Візардс»     | 74  | 69  | 32.4 | .426 | .386 | .876 | 2.9 | 2.5 | 1.5 | 0.2 | 17.4 |
| 2000–2001          | «Вашингтон Візардс»     | 37  | 30  | 32.9 | .407 | .338 | .894 | 2.9 | 3.0 | 1.2 | 0.2 | 16.2 |
| 2001–02†           | «Лос-Анджелес Лейкерс»  | 64  | 2   | 11.1 | .405 | .290 | .955 | 1.5 | 0.9 | 0.3 | 0.1 | 4.1  |
| Усього за кар'єру  | Усього за кар'єру       | 976 | 902 | 35.2 | .455 | .388 | .850 | 3.9 | 3.5 | 1.2 | 0.3 | 21.0 |
| В іграх усіх зірок | В іграх усіх зірок      | 5   | 1   | 22.0 | .439 | .500 | .500 | 2.4 | 2.6 | 0.2 | 0.0 | 11.4 |

### Плей-оф
| Сезон             | Команда                 | GP | GS | MPG  | FG%   | 3P%  | FT%  | RPG | APG | SPG | BPG | PPG  |
| ----------------- | ----------------------- | -- | -- | ---- | ----- | ---- | ---- | --- | --- | --- | --- | ---- |
| 1989              | «Голден-Стейт Ворріорс» | 8  | 8  | 39.3 | .459  | .188 | .895 | 7.3 | 4.4 | 1.8 | .1  | 20.1 |
| 1991              | «Голден-Стейт Ворріорс» | 9  | 9  | 41.3 | .503  | .333 | .958 | 5.2 | 2.4 | .6  | .7  | 22.3 |
| 1996              | «Сакраменто Кінґс»      | 4  | 4  | 36.5 | .444  | .348 | .800 | 4.3 | 3.0 | .8  | .0  | 21.0 |
| 2002†             | «Лос-Анджелес Лейкерс»  | 2  | 0  | 2.0  | 1.000 | .000 | .500 | .5  | .0  | .0  | .0  | 1.5  |
| Усього за кар'єру | Усього за кар'єру       | 23 | 21 | 36.3 | .479  | .302 | .869 | 5.3 | 3.0 | 1.0 | .3  | 19.5 |

## Виступи за збірну
1988 року ще перед НБА завоював бронзову медаль Сеула у складі збірної США. 1996 знову був запрошений до складу збірної, яка завоювала золоту медаль Атланти.

## Тренерська робота
2015 року став асистентом головного тренера університетської команди «Сент-Джонс Ред Сторм», в якій пропрацював до 2019 року.